# تپه پایگاه شیخ معروف
تپه پایگاه شیخ معروف مربوط به هزاره اول قبل از میلاد - سدهٔ ۸–۶ ه.ق است و در شهرستان نقده، بخش مرکزی، دهستان بیگم قلعه، روستای شیخ معروف واقع شده و این اثر در تاریخ ۷ خرداد ۱۳۸۷ با شمارهٔ ثبت ۲۲۹۱۶ به‌عنوان یکی از آثار ملی ایران به ثبت رسیده است.